# Primera División de Chile 1948
Primera División de Chile 1948 var den chilenska högstaligan i fotboll för herrar för säsongen 1948, som slutade med att Audax Italiano vann för tredje gången. Ligan bestod av 13 lag som spelade mot varandra två gånger var, vilket innebar 24 omgångar. Santiago National flyttades ner efter att ha fått minst poäng totalt sett under de senaste tre säsonger. Däremot flyttades inget lag upp inför 1949 eftersom vinnaren av den lägre serien, Ferrovarios, inte accepterades av högstaligan.

## Sluttabell
| Plac. | Lag                  | S  | V  | O | F  | GM | IM | MSK | Poäng |
| ----- | -------------------- | -- | -- | - | -- | -- | -- | --- | ----- |
| 1     | Audax Italiano       | 24 | 15 | 5 | 4  | 66 | 40 | 26  | 35    |
| 2     | Unión Española       | 24 | 12 | 5 | 7  | 62 | 37 | 25  | 29    |
| 3     | Colo-Colo            | 24 | 11 | 6 | 7  | 42 | 34 | 8   | 28    |
| 4     | Santiago Morning     | 24 | 11 | 5 | 8  | 47 | 40 | 7   | 27    |
| 5     | Iberia               | 24 | 11 | 5 | 8  | 46 | 40 | 6   | 27    |
| 6     | Everton              | 24 | 12 | 3 | 9  | 45 | 41 | 4   | 27    |
| 7     | Universidad de Chile | 24 | 11 | 4 | 9  | 53 | 47 | 6   | 26    |
| 8     | Magallanes           | 24 | 9  | 7 | 8  | 59 | 50 | 9   | 25    |
| 9     | Universidad Católica | 24 | 10 | 4 | 10 | 52 | 47 | 5   | 24    |
| 10    | Santiago Wanderers   | 24 | 9  | 3 | 12 | 42 | 52 | -10 | 21    |
| 11    | Green Cross          | 24 | 7  | 4 | 13 | 41 | 62 | -21 | 18    |
| 12    | Santiago Badminton   | 24 | 8  | 1 | 15 | 45 | 69 | -24 | 17    |
| 13    | Santiago National    | 24 | 4  | 0 | 20 | 39 | 80 | -41 | 8     |

| Primera División Vinnare av Primera División 1948 |
| ------------------------------------------------- |
| Chile                                             |
| Audax Italiano 3:e titeln                         |

## Nedflyttningstabell
Det lag som flyttades ner var det lag med minst insamlade poäng under de senaste tre säsongerna.
| Plac. | Lag                  | 1946 | 1947 | 1948 | Totalt |
| ----- | -------------------- | ---- | ---- | ---- | ------ |
| 1     | Audax Italiano       | 38   | 31   | 35   | 104    |
| 2     | Colo-Colo            | 30   | 38   | 28   | 96     |
| 3     | Unión Española       | 34   | 27   | 29   | 90     |
| 4     | Universidad de Chile | 34   | 27   | 26   | 87     |
| 5     | Magallanes           | 36   | 23   | 25   | 84     |
| 6     | Santiago Wanderers   | 32   | 25   | 21   | 78     |
| 7     | Universidad Católica | 26   | 26   | 24   | 76     |
| 8     | Green Cross          | 32   | 23   | 18   | 73     |
| 9     | Everton              | 29   | 16   | 27   | 72     |
| 10    | Santiago Badminton   | 30   | 24   | 17   | 71     |
| 11    | Santiago Morning     | 24   | 17   | 27   | 68     |
| 12    | Iberia               | 21   | 16   | 27   | 64     |
| 13    | Santiago National    | 18   | 19   | 8    | 45     |